# Manduca nigrescens
Manduca nigrescens är en fjärilsart som beskrevs av Adolf G. Closs. Manduca nigrescens ingår i släktet Manduca och familjen svärmare. Inga underarter finns listade i Catalogue of Life.